# 네이처 (음악 그룹)
네이처는 대한민국의 9인조 걸 그룹으로, 2018년 8월 3일 데뷔하였다. 소속사는 SM 및 SM C&C 출신의 정창환이 설립한 n.CH엔터테인먼트다. 

## 활동

### 데뷔 전
2018년 6월 21일, n.CH엔터테인먼트가 걸 그룹 네이처를 8월에 데뷔시킨다고 발표하였다. 원래는 2017년 11월부터 2018년 5월까지 총 9명의 멤버가 연습을 시작하였으나, 데뷔하기 전에 열매가 탈퇴하여 네이처는 8인조로 재편되었다.

### 2018년
8월 3일, 첫 싱글 음반 기분 좋아와 함께 데뷔했으며, 데뷔 방송은 8월 17일 뮤직뱅크에서였다. 이 음반의 타이틀 곡은 〈Allegro Cantabile (너의 곁으로)로, 수에미츠 & 더 수에미스가 부른 일본의 애니메이션 노다메 칸타빌레의 오프닝 곡을 켄지가 편곡하였다. 8월 30일, 네이처는 소리바다 베스트 케이뮤직 어워즈에서 신한류 루키상 아이돌 부문을 수상하였다.
10월 말, 새로운 멤버 로하의 합류가 발표되었고, 2번째 싱글 음반의 발매 소식이 공지되었다. 로하는 11월 4일 V LIVE에서 처음으로 모습을 보였다. 11월 13일, 컴백 트레일러 영상과 함께 2번째 싱글의 이름이 썸&러브로 공개되었다. 이 싱글은 11월 22일 발매되었다.

### 2019년
7월 10일, 첫 미니 음반 I'm So Pretty로 컴백하였다. 그러나 가가는 학업을 이유로 4월에 활동을 잠정 중단한 후 중국으로 돌아갔고, 리더 루는 컴백을 앞두고 당한 발가락 부상으로 음악방송 활동을 잠정 중단하게 되어 7인체제로 활동했다.
8월, 오로라가 학업을 이유로 활동을 잠정 중단한 후 중국으로 돌아갔다. 10월 8일, 가가가 학업 문제로 탈퇴했다. 오로라가 중국 오디션 프로그램 참여로 인해 10월에 활동을 잠정 중단한 후 중국으로 돌아갔다.
PRODUCE 101과 아이비아이 출신 소희가 n.CH엔터테인먼트로 이적하여 새 멤버로 합류하였다.
11월 12일, 2번째 미니 음반 NATURE WORLD: CODE A으로 컴백하였다.

### 2020년
2월 12일, I'm So Pretty로 일본에서 데뷔하였다. 
6월 17일 오후 6시, 3번째 싱글 음반 NATURE WORLD: CODE M으로 컴백하였으며, 그 전 당일 정오에 뮤직비디오가 선공개되었다. 건강상의 이유로 로하를 제외한 7인체제로 활동 예정이었으나, 션샤인이 컴백 2일 전 다리 부상을 입어 음방에서 6인체제로 활동한다. 
7월, 멤버 새봄이 건강상의 이유로 휴식기를 갖게 되면서 6인체제로 활동한다. 

### 2021년
1월, 멤버 로하가 활동을 재개하면서 7인체제로 활동한다.
2월, 멤버 새봄과 오로라가 활동을 재개하면서 9인체제 완전체로 활동한다.
4월, 멤버 로하가 심한 다리 부상을 당해 휴식기를 갖게 되었다.
7월 말, 멤버 선샤인이 이유를 공표하지 않은 채 활동을 중단하여, 7인체제로 활동하고 있다.

### 2022년
1월 24일 오후 6시, 스페셜 앨범 Rica Rica으로 컴백했다. 멤버 로하는 다리 부상으로 인해 앨범 재킷 사진이나 뮤직비디오에는 불참했지만 음원이나 음방에는 참석했다. 활동을 멈춘 멤버 선샤인을 제외하고 8인체제로 활동했다.
10월, 멤버 로하와 오로라가 카카오페이지의 가상 서바이벌 오디션 《소녀 리버스(RE:VERSE)》에 참가하였다.
11월 6일 오후 6시, 미니 3집 NATURE WORLD : CODE W 앨범으로 컴백했다. 멤버 루가 건강상의 이유로 불참하였으며, 선샤인도 불참하여, 7인체제로 활동했다.

### 2023년
5월, 컴백 기사가 나왔지만 컴백 하지 않았다.
10월, 멤버 유채는 대전 삼성화재 블루팡스의 치어리더로 정식 합류하였다.
12월, 멤버 소희는 방송 중인 《TROT GIRLS JAPAN》에 출연하면서 완전체의 모습은 더더욱 보기 어려울 것으로 보인다.
올 한 해는 팀 활동을 하지 않았다.

### 2024년
멤버들이 개인 인스타그램에 끝, 새로운 시작 등의 내용으로 글을 올린 것을 보아 사실상 해체했다.

## 이전 구성원
- 1995년:소희(본명:김소희),
- 1997년:새봄(본명:김새록), 오로라(본명:왕멍유), 루(본명:임하영)
- 1999년:채빈(본명:최유빈)
- 2000년:하루(본명:아베 하루노)
- 2001년:로하(본명:강예진)
- 2002년:유채(본명:우혜준), 선샤인(본명:김아린)

- 1999년:가가(본명:리자자)

## 음반 목록

### 미니 앨범
| 제목                  | 음반 정보 | 순위     | 순위     | 판매량             |
| 제목                  | 음반 정보 | KOR 주간 | KOR 월간 | 판매량             |
| --------------------- | --- | -------- | -------- | ------------------ |
| I'm So Pretty         | - 발매일: 2019년 7월 10일 - 레이블: n.CH 엔터테인먼트, 지니뮤직 - 포맷: CD, 디지털 다운로드 트랙 리스트 1. 내가 좀 예뻐 (I'm So Pretty) 2. SHUT UP! 3. 달리기 (Race) 4. 행운을 빌어요 (I Wish) 5. A Little Star | 13       | 40       | - 대한민국: 7,951+ |
| NATURE WORLD: CODE A  | - 발매일: 2019년 11월 12일 - 레이블: n.CH 엔터테인먼트, 지니뮤직 - 포맷: CD, 디지털 다운로드 트랙 리스트 1. OOPSIE (My Bad) 2. 빙빙 (Bing Bing) 3. What's Up 4. Drinkin' 5. 해 달 별 (My Sun, My Moon, My Star) |          |          | - 대한민국:        |
| NATURE WORLD : CODE W | - 발매일: 2022년 11월 6일 - 레이블: n.CH 엔터테인먼트, 지니뮤직 - 포맷: CD, 디지털 다운로드 트랙 리스트 1. LIMBO! (넘어와) 2. 덤덤해 (I’m Done) 3. 인정(You Right) 4. RICA RICA 5. RAINBOW                      |          |          | - 대한민국:        |

### 싱글 앨범
| 제목                 | 음반 정보 | 순위     | 순위     | 판매량             |
| 제목                 | 음반 정보 | KOR 주간 | KOR 월간 | 판매량             |
| -------------------- | --- | -------- | -------- | ------------------ |
| 기분 좋아            | - 발매일: 2018년 8월 3일 - 레이블: n.CH 엔터테인먼트, 지니뮤직 - 포맷: CD, 디지털 다운로드 트랙 리스트 1. Allegro Cantabile (너의 곁으로) 2. 기분 좋아 (Girls and Flowers) 3. Allegro Cantabile (너의 곁으로) (Inst.) 4. 기분 좋아 (Girls and Flowers) (Inst.) | 34       | 94       | - 대한민국: 1,041+ |
| 썸&러브              | - 발매일: 2018년 11월 22일 - 레이블: n.CH 엔터테인먼트, 지니뮤직 - 포맷: CD, 디지털 다운로드 트랙 리스트 1. 썸 (You'll Be Mine) 2. 꿈꿨어 (Dream About You) 3. 별자리 (La Historia)                                                                            | 39       | 96       | - 대한민국: 1,128+ |
| NATURE WORLD: CODE M | - 발매일: 2020년 6월 17일 - 레이블: n.CH 엔터테인먼트, 지니뮤직 - 포맷: CD, 디지털 다운로드 트랙 리스트 1. 어린이 (Girls) 2. DIVE 3. B.B.B (Never Say Good-Bye)                                                                                                |          |          | - 대한민국:        |

### 스페셜 앨범
| 제목      | 음반 정보 | 순위     | 순위     | 판매량      |
| 제목      | 음반 정보 | KOR 주간 | KOR 월간 | 판매량      |
| --------- | --- | -------- | -------- | ----------- |
| Rica Rica | - 발매일: 2022년 1월 24일 - 레이블: n.CH 엔터테인먼트, 지니뮤직 - 포맷: CD, 디지털 다운로드 트랙 리스트 1. Rica Rica 2. 버팀목 (Dear Leaf) |          |          | - 대한민국: |

## 음반 외 활동

### 드라마
- 2019년, 《악마가 너의 이름을 부를 때》 (특별출연)

### 예능
- 2022년, 카카오페이지 《소녀 리버스(RE:VERSE)》 (로하, 오로라)

## 수상 내역
- 2018년, 제2회 소리바다 베스트 케이뮤직 어워즈 신한류 루키상 (아이돌 부문)
- 2019년, 제3회 소리바다 베스트 케이뮤직 어워즈 뮤직 스타상
- 2020년, 제4회 소리바다 베스트 케이뮤직 어워즈 신한류 뮤직 핫스타상